# Oreneta d'Indonèsia
L'oreneta d'Indonèsia (Hirundo tahitica javanica; syn: Hirundo javanica) és un tàxon d'ocell de la família dels hirundínids (Hirundinidae). Es troba a l'Àfrica central i Austral. Els seus hàbitats principals són les zones de marees i la zona supratidal. El seu estat de conservació es considera de risc mínim.

## Taxonomia
Segons el Handook of the Birds of the World i la quarta versió de la BirdLife International Checklist of the birds of the world (Desembre 2019), aquest tàxon tindria la categoria d'espècie. Tanmateix, altres obres taxonòmiques, com la llista mundial d'ocells del Congrés Ornitològic Internacional (versió 13.2, juliol 2023), el consideren una subespècie de l'oreneta de Tahití (Hirundo tahitica javanica).